# Circumstantial Evidence
Circunstantial Evidence é um filme noir estadunidense dirigido por John Larkin e estrelado por Michael O'Shea, Lloyd Nolan e Trudy Marshall. Foi lançado em 20 de abril de 1945 pela Twentieth Century-Fox.

## Elenco
- Michael O'Shea como Joe Reynolds
- Lloyd Nolan como Sam Lord
- Trudy Marshall como Agnes Hannon
- Billy Cummings como Pat Reynolds
- Ruth Ford como Sra. Simms
- Reed Hadley como Promotor
- Roy Roberts como Marty Hannon
- Scotty Beckett como Freddy Hanlon

## Recepção
Bosley Crowther, do The New York Times criticou o filme, escrevendo: "Darryl Zanuck deve ter ficado de costas quando a Circunstantial Evidence escapou pelo portão da frente do Twentieth Century-Fox Studio. O filme é tão cheio de reviravoltas banais e incríveis que nunca se pode ficar nem um pouco interessado no conjunto envolvido de circunstâncias que quase mandam um bastante inocente, embora beligerante, Michael O'Shea para a cadeira elétrica".